# Inman (Kansas)
Inman è un comune degli Stati Uniti d'America, situato nello Stato del Kansas, nella contea di McPherson.